# Udinese Calcio 2003-2004
Questa voce raccoglie le informazioni riguardanti l'Udinese Calcio nelle competizioni ufficiali della stagione 2003-2004.

## Stagione
L'Udinese nella stagione 2003-2004 ha disputato il campionato di Serie A, sempre allenata da Luciano Spalletti, classificandosi al settimo posto con 50 punti, e qualificandosi alla Coppa UEFA 2004-2005. Due gli attaccanti udinesi che sono arrivati in doppia cifra, con 14 reti Dino Fava Passaro, delle quali 12 in campionato, una in Coppa Italia ed una in Coppa UEFA, con 11 reti anche Vincenzo Iaquinta. Nella Coppa Italia  i bianconeri sono entrati in scena negli ottavi di finale, dove hanno superato il Bologna con un doppio successo (0-1) in trasferta e (3-0) al Friuli, quindi sono stati eliminati nei quarti di finale dall'Inter, pareggiando in casa (0-0) all'andata e perdendo nel ritorno a Milano (3-1). Nella Coppa UEFA i bianconeri sono usciti nel primo turno per mano degli austriaci del Salisburgo.

## Divise e sponsor
La fornitura del materiale tecnico è affidata a Le Coq Sportif. La divisa principale è costituita dalla tradizionale maglia a strisce bianco-nere, con calzoncini e calzettoni neri.
| 1ª divisa | 2ª divisa | 3ª divisa |

## Organigramma societario
Area direttiva
- Presidente: Franco Soldati
- Presidente onorario: Giampaolo Pozzo
- Direttore Generale: Pierpaolo Marino

Area tecnica
- Allenatore: Luciano Spalletti
- Secondo allenatore: Marco Domenicini e Aurelio Andreazzoli
- Preparatori atletici: Paolo Bertelli e Luca Franceschi

## Rosa
| N. |                      | Ruolo | Calciatore         |
| -- | -------------------- | ----- | ------------------ |
| 1  | Italia (bandiera)    | P     | Morgan De Sanctis  |
| 2  | Danimarca (bandiera) | D     | Per Krøldrup       |
| 3  | Italia (bandiera)    | D     | Thomas Manfredini  |
| 3  | Ghana (bandiera)     | A     | Asamoah Gyan       |
| 4  | Italia (bandiera)    | D     | Valerio Bertotto   |
| 5  | Ghana (bandiera)     | D     | Mohammed Gargo     |
| 6  | Rep. Ceca (bandiera) | D     | Marek Jankulovski  |
| 7  | Argentina (bandiera) | C     | Lucas Castromán    |
| 8  | Cile (bandiera)      | C     | David Pizarro      |
| 9  | Germania (bandiera)  | A     | Carsten Jancker    |
| 10 | Danimarca (bandiera) | C     | Martin Jørgensen   |
| 11 | Italia (bandiera)    | A     | Dino Fava Passaro  |
| 13 | Italia (bandiera)    | C     | Giampiero Pinzi    |
| 17 | Sudafrica (bandiera) | A     | Siyabonga Nomvethe |
| 18 | Germania (bandiera)  | D     | Giuseppe Gemiti    |

| N. |                      | Ruolo | Calciatore         |
| -- | -------------------- | ----- | ------------------ |
| 19 | Brasile (bandiera)   | D     | Felipe             |
| 20 | Argentina (bandiera) | D     | Néstor Sensini     |
| 21 | Italia (bandiera)    | C     | Michele Pazienza   |
| 22 | Brasile (bandiera)   | C     | Alberto            |
| 23 | Italia (bandiera)    | D     | Alessandro Pierini |
| 25 | Eritrea (bandiera)   | A     | Henok Goitom       |
| 26 | Italia (bandiera)    | D     | Mirko Pieri        |
| 28 | Cile (bandiera)      | A     | Julio Gutiérrez    |
| 30 | Paraguay (bandiera)  | C     | Diego Gavilán      |
| 31 | Italia (bandiera)    | C     | Fabio Rossitto     |
| 32 | Ghana (bandiera)     | C     | Sulley Muntari     |
| 67 | Italia (bandiera)    | P     | Adriano Bonaiuti   |
| 79 | Italia (bandiera)    | A     | Vincenzo Iaquinta  |
| 90 | Belgio (bandiera)    | P     | Olivier Renard     |

## Calciomercato

### Sessione estiva(dall'1/7 al 31/8)
| Acquisti | Acquisti           | Acquisti  | Acquisti   |
| R.       | Nome               | da        | Modalità   |
| -------- | ------------------ | --------- | ---------- |
| D        | Mohammed Gargo     | Venezia   |            |
| D        | Alessandro Pierini | Parma     | definitivo |
| C        | Lucas Castromán    | Lazio     | prestito   |
| A        | Julio Gutiérrez    | Messina   |            |
| A        | Dino Fava Passaro  | Triestina | definitivo |

| Cessioni | Cessioni           | Cessioni     | Cessioni |
| R.       | Nome               | a            | Modalità |
| -------- | ------------------ | ------------ | -------- |
| D        | Samuel Caballero   | Salernitana  |          |
| D        | Andrea Sottil      | Reggina      |          |
| C        | Sergio Almirón     | Verona       |          |
| C        | Feliciano Magro    | Grasshoppers |          |
| C        | Alessandro Moro    | Foggia       |          |
| A        | Alejandro Da Silva | Foggia       |          |
| A        | Roberto Muzzi      | Lazio        |          |
| A        | Thomas Thorninger  | Aarhus       |          |
| A        | Warley             | São Caetano  |          |

### Sessione invernale(dal 3/1 al 31/1)
| Acquisti | Acquisti      | Acquisti      | Acquisti |
| R.       | Nome          | da            | Modalità |
| -------- | ------------- | ------------- | -------- |
| C        | Diego Gavilán | Internacional |          |
| A        | Asamoah Gyan  | Liberty Prof. |          |

| Cessioni | Cessioni           | Cessioni    | Cessioni |
| R.       | Nome               | a           | Modalità |
| -------- | ------------------ | ----------- | -------- |
| D        | Mohammed Gargo     | Genoa       |          |
| D        | Thomas Manfredini  | Fiorentina  |          |
| C        | Giuseppe Gemiti    | Genoa       |          |
| A        | Julio Gutiérrez    | Pescara     |          |
| A        | Siyabonga Nomvethe | Salernitana | prestito |

## Risultati

### Serie A

#### Girone di andata
| Arbitro: | Trefoloni (Siena) |

|              |           |                             |
| Kroldrup 26’ | Marcatori | 13’ Delvecchio 70’ Montella |

| Arbitro: | Morganti (Ascoli Piceno) |

|  |           |             |
|  | Marcatori | 82’ Pizarro |

| Arbitro: | Tombolini (Ancona) |

|                                          |           |  |
| Guglielminpietro 63’ S. Dalla Bona 90+2’ | Marcatori |  |

| Udine 27 settembre 2003 4ª giornata | Udinese                   | 0 – 0 referto | Inter | Stadio Friuli\| Arbitro: \| Dondarini (Finale Emilia) \| |
| Arbitro:                            | Dondarini (Finale Emilia) |               |       |                                                          |

| Arbitro: | Farina (Novi Ligure) |

|  |           |                                    |
|  | Marcatori | 12’, 46’ Fava Passaro 32’ Iaquinta |

| Arbitro: | Morganti (Ascoli Piceno) |

|                          |           |  |
| Sensini 31’ Iaquinta 34’ | Marcatori |  |

| Arbitro: | Cassarà (Palermo) |

|                                          |           |                            |
| Di Loreto 42’ Bothroyd 44’ Margiotta 89’ | Marcatori | 36’, 62’, 77’ Fava Passaro |

| Arbitro: | Trefoloni (Siena) |

|              |           |                            |
| Iaquinta 28’ | Marcatori | 17’ Corradi 38’ S. Inzaghi |

| Arbitro: | Pieri (Genova) |

|                                              |           |                        |
| Di Vaio 79’, 88’ Miccoli 85’ Trezeguet 90+5’ | Marcatori | 66’ (rig.) Jankulovski |

| Arbitro: | Dattilo (Locri) |

|                  |           |         |
| Fava Passaro 42’ | Marcatori | 79’ Flo |

| Arbitro: | Cruciani (Pesaro) |

|                   |           |                                |
| A. Caracciolo 65’ | Marcatori | 47’ Jørgensen 56’ Fava Passaro |

| Arbitro: | Collina (Viareggio) |

|             |           |  |
| Jancker 87’ | Marcatori |  |

| Arbitro: | Dondarini (Finale Emilia) |

|           |           |  |
| Pinzi 30’ | Marcatori |  |

| Arbitro: | Bertini (Arezzo) |

|          |           |                             |
| Cafu 70’ | Marcatori | 2’ Fava Passaro 51’ Sensini |

| Arbitro: | Ayroldi (Molfetta) |

|  |           |            |
|  | Marcatori | 57’ Flachi |

| Verona 10 gennaio 2004 16ª giornata | Chievo             | 0 – 0 referto | Udinese | Stadio Marcantonio Bentegodi\| Arbitro: \| Bolognino (Milano) \| |
| Arbitro:                            | Bolognino (Milano) |               |         |                                                                  |

| Arbitro: | Pellegrino (Barcellona Pozzo di Gotto) |

|                       |           |             |
| M. Ferrari 23’ (aut.) | Marcatori | 80’ Adriano |

#### Girone di ritorno
| Arbitro: | Trefoloni (Siena) |

|             |           |                 |
| Panucci 15’ | Marcatori | 88’ Jankulovski |

| Arbitro: | Gabriele (Frosinone) |

|                |           |  |
| Iaquinta 90+2’ | Marcatori |  |

| Arbitro: | Farina (Novi Ligure) |

|                   |           |                                         |
| Jankulovski 45+2’ | Marcatori | 22’ Locatelli 47’ Nakata 89’ L. Colucci |

| Arbitro: | Palanca (Roma) |

|          |           |                            |
| Cruz 71’ | Marcatori | 53’ Pinzi 66’ Fava Passaro |

| Arbitro: | De Santis (Roma) |

|                                              |           |  |
| Fava Passaro 58’ Jankulovski 84’ Pizarro 87’ | Marcatori |  |

| Arbitro: | Messina (Bergamo) |

|                       |           |  |
| Buscé 22’ Cribari 41’ | Marcatori |  |

| Arbitro: | Racalbuto (Gallarate) |

|              |           |               |
| Iaquinta 46’ | Marcatori | 57’ Di Loreto |

| Arbitro: | Trefoloni (Siena) |

|                        |           |                              |
| Muzzi 5’ S. Inzaghi 6’ | Marcatori | 11’ Castroman 90+3’ Iaquinta |

| Udine 20 marzo 2004 26ª giornata | Udinese        | 0 – 0 referto | Juventus | Stadio Friuli\| Arbitro: \| Pieri (Genova) \| |
| Arbitro:                         | Pieri (Genova) |               |          |                                               |

| Arbitro: | Tombolini (Ancona) |

|        |           |  |
| Flo 6’ | Marcatori |  |

| Arbitro: | Bolognino (Milano) |

|                                        |           |                                         |
| Iaquinta 5’, 30’ Fava Passaro 15’, 82’ | Marcatori | 45’ R. Baggio 46’ Di Biagio 61’ Maniero |

| Arbitro: | Pellegrino (Barcellona Pozzo di Gotto) |

|  |           |              |
|  | Marcatori | 77’ Iaquinta |

| Arbitro: | Dondarini (Finale Emilia) |

|                            |           |               |
| Cassetti 44’ Chevanton 85’ | Marcatori | 23’ Jørgensen |

| Udine 25 aprile 2004 31ª giornata | Udinese          | 0 – 0 referto | Milan | Stadio Friuli\| Arbitro: \| De Santis (Roma) \| |
| Arbitro:                          | De Santis (Roma) |               |       |                                                 |

| Arbitro: | Palanca (Roma) |

|             |           |                                                 |
| Bazzani 51’ | Marcatori | 28’ Jankulovski 58’ (rig.) Pizarro 87’ Iaquinta |

| Arbitro: | Rizzoli (Bologna) |

|                |           |                |
| Iaquinta 45+2’ | Marcatori | 33’ F. Cossato |

| Arbitro: | Trefoloni (Siena) |

|                              |           |                                              |
| Gilardino 60’, 72’, 78’, 86’ | Marcatori | 56’ Kroldrup 75’ Jørgensen 90+2’ Jankulovski |

### Coppa Italia

#### Fase finale
| Arbitro: | Pieri (Lucca) |

|  |           |                 |
|  | Marcatori | 80’ Jankulovski |

| Arbitro: | Nucini (Bergamo) |

|                                                |           |  |
| Jancker 62’ Jankulovski 70’ (rig.) Pierini 78’ | Marcatori |  |

| Udine 13 gennaio 2004, ore 21:00 CET Quarti di finale - Andata | Udinese              | 0 – 0 referto | Inter | Stadio Friuli\| Arbitro: \| Farina (Novi Ligure) \| |
| Arbitro:                                                       | Farina (Novi Ligure) |               |       |                                                     |

| Arbitro: | Messina (Bergamo) |

|                                               |           |                  |
| van der Meyde 16’ Martins 51’ Cruz 62’ (rig.) | Marcatori | 35’ Fava Passaro |

### Coppa UEFA

#### Primo turno
| Arbitro: | Bozinovski |

|  |           |                  |
|  | Marcatori | 36’ Fava Passaro |

| Arbitro: | Briakos |

|              |           |                         |
| Bertotto 14’ | Marcatori | 61’ Hässler 77’ T. Eder |

## Statistiche

### Statistiche di squadra
| Competizione | Punti | In casa | In casa | In casa | In casa | In casa | In casa | In trasferta | In trasferta | In trasferta | In trasferta | In trasferta | In trasferta | Totale | Totale | Totale | Totale | Totale | Totale | DR |
| Competizione | Punti | G       | V       | N       | P       | Gf      | Gs      | G            | V            | N            | P            | Gf           | Gs           | G      | V      | N      | P      | Gf     | Gs     | DR |
| ------------ | ----- | ------- | ------- | ------- | ------- | ------- | ------- | ------------ | ------------ | ------------ | ------------ | ------------ | ------------ | ------ | ------ | ------ | ------ | ------ | ------ | -- |
| Serie A      | 50    | 17      | 6       | 7       | 4       | 19      | 15      | 17           | 7            | 4            | 6            | 25           | 25           | 34     | 13     | 11     | 10     | 44     | 40     | +4 |
| Coppa Italia |       | 2       | 1       | 1       | 0       | 3       | 0       | 2            | 1            | 0            | 1            | 2            | 3            | 4      | 2      | 1      | 1      | 5      | 3      | +2 |
| Coppa UEFA   |       | 1       | 0       | 0       | 1       | 1       | 2       | 1            | 1            | 0            | 0            | 1            | 0            | 2      | 1      | 0      | 1      | 2      | 2      | 0  |
| Totale       |       | 20      | 7       | 8       | 5       | 23      | 17      | 20           | 9            | 4            | 7            | 28           | 28           | 40     | 16     | 12     | 12     | 51     | 45     | +6 |